# Кузмани
Кузмани су насељено мјесто у општини Теслић, Република Српска, БиХ. Према попису становништва из 2013. у насељу је живјело 68 становника.

## Географија
Село Кузмани удаљено је од центра града Теслића око 20 км. Налази се у теже приступачном дијелу општине, на обронцима планине Борја. До села се долази одвајањем пута код Горњег Теслића, кроз село Јасенова. Село је раштрканог планинског типа, са засеоцима од по неколико домаћинстава, разбацаних углавном по врховима брда. Засеоци су међусобно лоше повезани, колским неасфалтираним путевима.

## Инфраструктура
Село има нижу основну школу (до 5. разреда), подручно одјељење Основне школе „Иво Андрић« из Ђулића. Школа је 2009. године бројала 11 ученика у 5 разреда, груписаних у једном заједничком одјељењу.
Без изражајнијег центра насеља, осим школе, село нема никаквих уобичајених установа као што су трговине, радње, пошта или слично. Село није повезано у мрежу фиксне телефоније, а слабо је покривено и сигналом мобилне телефоније. Неасфалтираним путевима је повезано са селима Јасенова, Младиковине и Влајићи. Са Теслићем је повезано једном аутобуском линијом којом се радници ујутро одвозе у град, а поподне враћају. Село је подијељено је на двије веће насељене цјелине, Горње и Доње Кузмане.

## Становништво
Кузмане насељава српско православно становништво. Веће породице су Кузмановићи, Тривунчевићи и Багићи. Село, као и најраширенија породица Кузмановићи, носи име по Кузману, локалном хајдуку из периода турске владавине.
Обљетна слава села је Цар константин и царица Јелена.
Због неприступачности села и недостатка основне инфраструктуре, село већ генерацијама трпи одлив становништва. Већина становника се расељава у околна села Влајићи и Ђулићи, а крајем 20. вијека је примјетно исељавање становника у иностранство.
| Националност       | 2013. | 1991. | 1981. | 1971. | 1961. |
| Срби               | 68    | 205   | 278   | 276   | 266   |
| Југословени        |       | 1     |       |       |       |
| Македонци          |       |       | 1     |       |       |
| Хрвати             |       |       |       | 1     |       |
| остали и непознато |       |       |       | 1     |       |
| Укупно             | 68    | 206   | 279   | 278   | 266   |

| Демографија | Демографија | Демографија |
| Година      | Становника  | Становника  |
| ----------- | ----------- | ----------- |
| 1961.       | 266         |             |
| 1971.       | 278         |             |
| 1981.       | 279         |             |
| 1991.       | 206         |             |
| 2013.       | 68          |             |